# Fabrizio Bosso

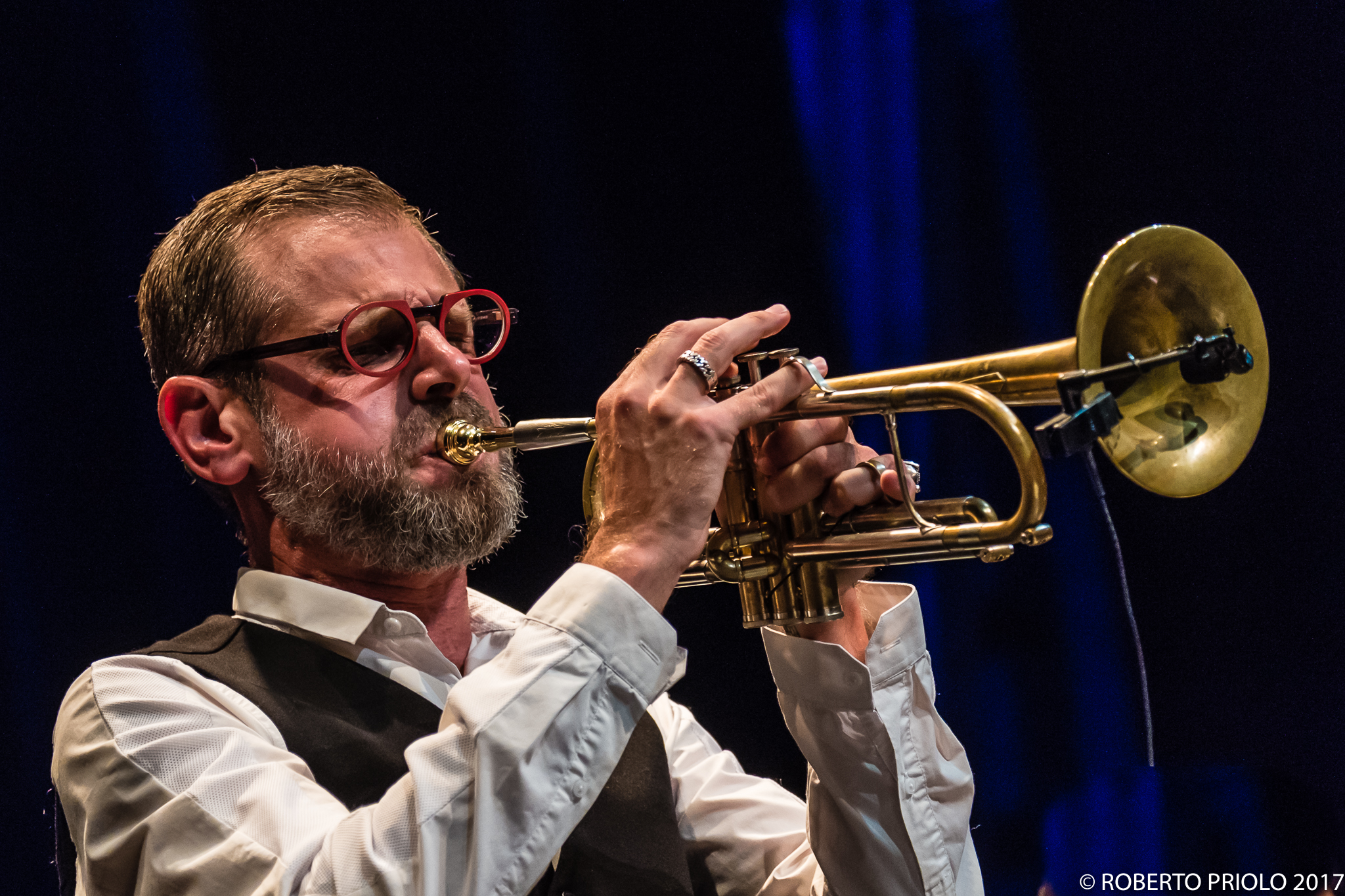
Fabrizio Bosso, 2017

Fabrizio Bosso (* 5. November 1973 in Turin) ist ein italienischer Jazztrompeter.

## Leben und Wirken
Bosso begann mit fünf Jahren Trompete zu spielen und hatte Unterricht bei seinem Vater. Mit fünfzehn Jahren schloss er seine Studien am Giuseppe Verdi-Konservatorium in Turin ab. Während seiner Schulzeit entdeckte er den Jazz, spielte in einer Big Band und in kleineren Ensembles. 1990 erhielt er ein Stipendium für das St. Mary's College in Washington. Im Folgejahr nahm er an Kursen bei Pierre Thibaud in Saluzzo teil. 1993 arbeitete er als Mitglied des Paese degli specchi orchestra u. a. mit George Russell, Dave Liebman und Steve Coleman. In den folgenden Jahren tourte er international und spielte mit Musikern wie Gianni Basso, Enrico Pieranunzi, Emanuele Cisi, Gabriele Mirabassi, Stefano Di Battista,  Slide Hampton, Randy Brecker oder Steve Lacy. 1997 spielte er mit seinem Quintett, zu dem Rosario Giuliani und Salvatore Bonafede gehörten, sein Debüt Fast Flight für das Label Red Records ein. Bei Blue Note Records erschien 2007 sein Album You've Changed. Gemeinsam mit Giovanni Guidi leitet er zudem das Quintett Revolutionary Brotherhood, zu dem Aaron Burnett am Tenorsaxophon und in der Rhythmusgruppe Eric Wheeler und Joe Dyson gehören.

## Preise und Auszeichnungen
Mit seinem Quintett gewann er 1994 den Wettbewerb Summertime in Jazz. 1999 wurde er von der Zeitschrift Musica Jazz als bestes neues Talent ausgezeichnet, 2002 erhielt er den italienischen Django d’Or in dieser Kategorie.

## Diskographische Hinweise
- Fabrizio Bosso meets Franco D’Andrea  – Jazz At Villa Durio (Philology, 2005)
- Five Brothers: Remembering Chet & Jeru Chapter 1 (Philology, 2007)
- Five Brothers: Remembering Chet & Jeru Chapter 2 (Philology, 2007)
- Max Ionata Featuring Fabrizio Bosso & Gegè Telesforo  – Inspiration (Albore Jazz, 2009)
- Max Ionata + Fabrizio Bosso – Coffee Time (Albore Jazz, 2010)
- Bosso / Mazzariello – Tandem (Verve, 2014, mit Fabio Concato)